# Tutto il mondo è paese
Tutto il mondo è paese è un'espressione proverbiale della lingua italiana.

## Significato
Non ci sono differenze così sostanziali fra le diverse realtà politiche e sociali, tra comunità e nazioni diverse. Di solito viene usato con amarezza per rilevare la presenza in ogni angolo del globo di problemi e mali comuni.

## Origine
Motto già in uso tra i Romani. La versione latina infatti è già citata da Petronio: "Ubique medius caelus est", alla lettera "Ovunque c'è in mezzo il cielo".